# Total cost of ownership
TCO (total cost of ownership) ou custo total da posse, é uma estimativa financeira projetada para consumidores e gerentes de empresas a avaliar os custos diretos e indiretos relacionados à compra de todo o investimento importante, tal como software e hardware, além do gasto inerente de tais produtos para mantê-los em funcionamento, ou seja, os gastos para que se continue proprietário daquilo que foi adquirido.
Uma avaliação de TCO oferece idealmente uma indicação final que reflete não somente o custo de compra mas de todos os aspectos no uso mais adicional e na manutenção do equipamento, do dispositivo, ou do sistema considerado. Isto inclui os custos do pessoal da manutenção e treinamento e aos usuários do sistema, os custos associados com falhas ou interrupções de energia (planejadas ou não), incidentes diminutivos do desempenho (por ex., se os usuários ficarem em espera), custos de quebras de segurança (e custos por perda de reputação e recuperação), custos de preparação para o desastre e recuperação, espaço, eletricidade, despesas de desenvolvimento, infraestrutura e despesas de teste, garantia de qualidade, crescimento incremental, custo de desativação do equipamento, e mais.
Consequentemente TCO é consultado às vezes como ao custo de operação total. TCO fornece uma base do custo determinando o valor econômico desse investimento.